# تابو (فیلم ۱۹۳۱)
«تابو» (انگلیسی: Tabu) یک فیلم مستند روایی و داستان‌گونه در سبک درام و رمانتیک به کارگردانی فریدریش ویلهلم مورنائو است که در سال ۱۹۳۱ منتشر شد. نگاتیو اصلی فیلم در جریان جنگ جهانی دوم در آلمان نابود شد.
فیلم از دو بخش مجزا تشکیل شده‌است. بخش اول «بهشت» نام دارد و دربارهٔ زندگی دو عاشق است که در یکی از جزایر پلی‌نزی با عشق زندگی می‌کنند تا آنکه دختر را بر طبق یک سنت، اجباراً برای خدمت گذاری خدایان انتخاب می‌کنند و این دو مجبور به فرار می‌شوند. قسمت دوم فیلم «بهشت گمشده» نام دارد و زندگی این جوان عاشق را در یکی از جزایر مستعمره نشان می‌دهد که تلاش می‌کنند خود را با تمدن غرب تطبیق دهند و اینکه چگونه از این دو سوءاستفاده می‌شود.
عنوان فیلم از یک آئین سنتی در پلی‌نزی گرفته شده که در زبان تونگایی به همین صورت تلفظ می‌شود و واژهٔ تابو در زبان انگلیسی نیز از آن مشتق شده‌است.
این فیلم، آخرین فیلمِ فریدریش ویلهلم مورنائو بود و وی یک هفته قبل از اکران آن در نیویورک در یک سانحهٔ رانندگی در ۱۱ مارس ۱۹۳۱ درگذشت. فلوید کرازبی بابت فیلم‌برداری آن در چهارمین دوره جوایز اسکار برندۀ جایزه اسکار بهترین فیلم‌برداری شد.
در سال ۱۹۹۴ میلادی، کتابخانه کنگره این فیلم را «به‌لحاظ فرهنگی، تاریخی یا زیبایی‌شناختی پُراهمیت» قلمداد کرده و آن را جهت حفظ و نگهداری دائمی به فهرست ملی ثبت فیلم افزود.

## جوایز
- ۱۹۳۱ - جایزه اسکار بهترین فیلمبرداری به فلوید کرازبی در چهارمین دورهٔ مراسم اسکار